# St. Georg (Jeinsen)

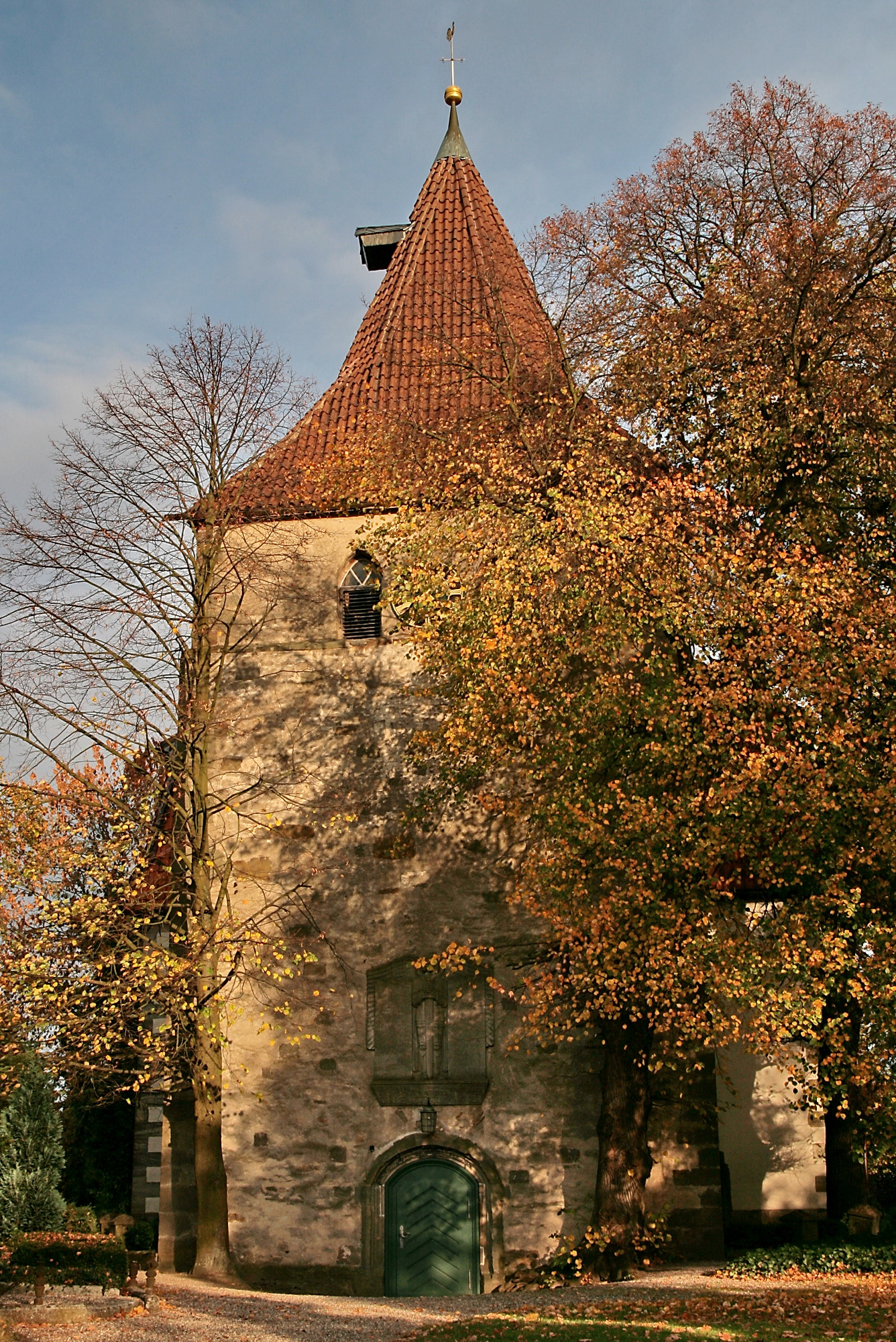
St. Georg

Die evangelisch-lutherische, denkmalgeschützte, dem Schutzheiligen St. Georg geweihte Kirche St. Georg steht in Jeinsen, einem Ortsteil der Kleinstadt Pattensen in der Region Hannover von Niedersachsen. Die Kirchengemeinde  gehört zum Kirchenkreis Laatzen-Springe im Sprengel Hannover der Evangelisch-lutherischen Landeskirche Hannovers.

## Geschichte
Von 1120 bis ca. 1150 wurde an dieser Stelle die ursprüngliche Kirche gebaut. Heute steht hiervon noch der aus Bruchsteinmauerwerk gebaute gedrungene gotische Kirchturm mit seinem Gewölbe im Erdgeschoss. Um 1400 wurde sie mit einem Langhaus aus Backstein erneuert. Die Entwicklung des Ortes wurde durch die Herren der Burg Calenberg gefördert, die die hiesige Kirche 1495 zur Schloss- und Garnisonskirche erhoben. 1580 hatte ein Superintendent seinen Sitz in Jeinsen. 1652 erfolgte die Instandsetzung der ruinierten Kirche, die bis 1778 stehen blieb, dann wurde sie bis auf den Turm abgerissen. 1779/1780 wurde die Kirche, so wie sie heute steht, nach einem nicht erhaltenen Entwurf von Georg Heinrich Brückmann errichtet.,

## Beschreibung
Die Saalkirche hat einen Kirchturm im Westen, ein Langhaus mit fünf Achsen und einen Chor mit dreiseitigem Abschluss. Das oberste Geschoss des Kirchturms hat spitzbogige Klangarkaden. In seinem Glockenstuhl hängt eine Kirchenglocke aus Bronze, die 1431 der Maria geweiht wurde. Das mit einem Mansarddach bedeckte Langhaus hat hohe Bogenfenster, in den Mittelachsen Ochsenaugen über segmentbogigen Portalen. Das Vestibül im Turm ist durch zwei spitzbogige Arkaden zum Kirchenschiff geöffnet.
Im Kirchenschiff, das mit einem Tonnengewölbe überspannt ist, befinden sich an drei Seiten Emporen, im Chor sind Priechen. Der hölzerne Kanzelaltar von 1779 hat diagonal gestellte Säulen, die ein geschweiftes Altarretabel tragen. In den seitlichen Scherwänden sind rundbogige Durchgänge. Auch die übrige Kirchenausstattung ist aus der Erbauungszeit. 1787 erfolgte der Einbau einer Orgel. Sie wurde 1872/1873 durch ein neues Werk ersetzt, einige Teile des Instruments von 1787 wurden dabei weiterverwendet.